# Parlami d'amore, Mariù
«Parlami d'amore Mariù» (Háblame de amor, Mariù) es una canción italiana de 1932, escrita por Cesare Andrea Bixio y Ennio Neri. Fue compuesta para la película Gli uomini, che mascalzoni! (¡Qué sinvergüenzas son los hombres!), dirigida por Mario Camerini, e interpretada por Vittorio De Sica, que debutaba en el cine como actor en el papel de un taxista.

## Otras versiones
| - Achille Togliani - Beniamino Gigli - Claudio Villa - Giuseppe Di Stefano - José Carreras - Jovanotti - Leo Nucci - Luciano Pavarotti - Luigi Tenco | - Mario del Monaco - Mario Lanza - Mercedes Simone - Mina Mazzini - Natalino Otto - Peppino di Capri - Plácido Domingo - Salvatore Adamo - Tino Rossi |